# Jacinta Palerm Viqueira
Jacinta Palerm Viqueira (Ciudad de México, 24 de diciembre de 1953) es una antropóloga social mexicana destacada por estudios en autogestión del agua y pequeño riego. Estudió la licenciatura en Antropología Social en la Universidad Iberoamericana, México (1979), maestría (1980) y doctorado (1984) en Geografía humana en la Universidad de Toulouse-le-Mirail, Francia. Nivel III del Sistema Nacional de Investigadores CONACYT.
Es profesora investigadora titular en el programa de Estudios del Desarrollo Rural del Colegio de Postgraduados, sede Montecillos, México. Integrante y coordinadora de la Red de Investigadores Sociales sobre Agua. Pertenece al Colegio de Etnólogos y Antropólogos Sociales, A.C. Fundadora de la maestría en Antropología Social de la Universidad Autónoma de Querétaro (1987) en donde fue profesora hasta 1994.
Investiga sobre organización social y riego, en particular sobre las organizaciones autogestivas, técnicas vernáculas de riego y de captura de humedad; gestión sistemas de agua potable e incursión en abasto de agua por pipas.

## Distinciones
- Conferencia inaugural, En el Solemne Acto de Acto ... de la Universidad Internacional Valenciana, Universidad Internacional Valenciana, 2011.
- Red del Agua (Comité de trabajo), AMC.
- Comité de Pares Académicos para la Evaluación Plenaria de los programas de CONACYT 2011.
- Comité Técnico-Científico, Red temática de investigación Agua, CONACYT, RETAC, 2010.
- Par Evaluador SNI, Comisión Área Humanidades, sni, 2010.
- Subcomisión de Ciencias Sociales y Economía, Modalidades de Profesor Investigador y Joven Inves, , 2010.
- Consejo Editorial revista Tecnología y Ciencias del Agua, antes Ingeniería hidráulica en México, 2010.
- Par Evaluador convocatoria 2009 del programa nacional de posgrados de calidad pnpc, CONACYT, 2009.
- Homenaje a Jacinta Palerm Viqueira Universidad Autónoma de Querétaro, 2009.
- Comisión de Premios de la AMC para el periodo 2008-2009, 2008.
- Sistema Nacional de Investigadores, nivel III, CONACYT, 2008.
- Comité Editorial de Ingeniería hidráulica en México, 2007.
- Par Evaluador Convocatoria 2007 del Programa Nacional de Postgrados de Calidad PNPC, CONACYT, 2007.
- Comité Asesor Editorial Interno de la revista ASyD, CP, 2004.
- miembro Academia Mexicana de Ciencias, 2004[5]
- Sistema Nacional de Investigadores, nivel II, CONACYT, 2003.
- Miembro Jurado Calificador del VII Premio Estudios Agrarios y el V Certamen Investigación Agraria, Procuraduría Agraria, 2002.
- Invitada por la Dra. Boehm como asesora de la investigación «Historia ecológica de la cuenca Lerma», 2000.
- Sistema Nacional de Investigadores, nivel I, CONACYT, 1994.
- Diploma por su eficiente labor en la fundación y proyección académica de la Maestría en Antropología, Universidad Autónoma de Querétaro, 1991.
- Comité selección becarios CONACYT, 1985.
- Becaria del CONACYT, 1979.

## Publicaciones
- 2017 “Manejo adecuado del agua en los territorios culturales y biológicos. La importancia de la investigación en ciencias sociales e interdisciplinarias” IBERO, Revista de la Universidad Iberoamericana, núm. 51, bimestre agosto-septiembre
- 2015 El auto-gobierno de sistemas de riego: caracterización de la diversidad, Colección Jorge Álvarez Lleras, No.29, Academia Colombiana de Ciencias Exactas, Físicas y Naturales, Colombia, ISBN 9789589205853.
- y Tomás Martínez (eds.) 2013 Antología sobre riego: Instituciones para la gestión del agua: vernáculas, ilegales e informales. México. Biblioteca Básica de Agricultura: Colegio de Postgraduados.
- 2014 “La administración burocrática y no burocrática de sistema de riego” Actas de Derecho de Aguas, ADAg 4 (Chile) pp. 81-93, ISSN 0719-4919.
- 2014 “Are visible and strong legal frameworks always necessary to sustain irrigation institutions?: some wider lessons for water resource management” WIREs Water 1: 295-304. doi: 10.1002/wat2.1020 / ISSN 2049-1948.
- 2004 Las galerías filtrantes o qanats en México: introducción y Tipología de técnicas. Filtrating galleries or qanats in Mexico: introduction and typology of techniques Agricultura, Sociedad y Desarrollo Volumen 1, Número 2, pp. 133-145.
- y Carlos Cháirez 2002 “Medidas antiguas de agua” Relaciones, vol. XXIII (92):227-251.
- 1993 Santa María Tecuanulco. Floricultores y músicos. Universidad Iberoamericana. México
- (Editora) 1992 Guía y lecturas para una primera práctica de campo. (editora) Universidad Autónoma de Querétaro. México
- (Compiladora) 1991 Franz Boas. Curso de antropología General. Universidad Autónoma de Querétaro. México.